# Remparts vénitiens de Bergame
 (juillet 2023).
Si vous disposez d'ouvrages ou d'articles de référence ou si vous connaissez des sites web de qualité traitant du thème abordé ici, merci de compléter l'article en donnant les références utiles à sa vérifiabilité et en les liant à la section « Notes et références ».
Les remparts vénitiens de Bergame sont une imposante construction architecturale datant du XVIe siècle, bien conservée, car elle n'a pas subi d'événements guerriers au cours des siècles.
Cette muraille est composée de 14 bastions, 2 étages, 32 échauguettes (dont une seule a été conservée), 100 ouvertures pour les bouches à feu, deux poudrières, 4 portes (Sant'Agostino, San Giacomo, Sant'Alessandro et San Lorenzo, cette dernière étant également connue sous le nom de Porta Garibaldi).
Les remparts donnent extérieurement à la ville l'aspect d'une forteresse, mais comme ils ont été construits dans la seconde moitié du XVIe siècle, l'essor de l'artillerie a diminué leur caractère stratégique.
Depuis le 9 juillet 2017, les remparts vénitiens font partie du site sériel transfrontalier de l'UNESCO : Ouvrages de défense vénitiens du XVIe siècle au XVIIe siècle : Stato da Terra - Stato da Mar occidental.

## Histoire
La ville de Bergame était déjà fortifiée à l'époque romaine, même s'il en reste peu de traces, et elles occupaient certainement une superficie moindre qu'aujourd'hui.
Les collines sur lesquelles la ville haute s'est développée avaient, depuis l'Antiquité, une importance stratégique et militaire notable en raison de leur caractéristique physique et de leur situation géographique (carrefour entre la partie orientale de la vallée du Pô, le Frioul et l'Europe centrale).
La construction de la forteresse débuta en 1331, sur la colline de Sant'Eufemia, sous les ordres de Guglielmo da Castelbarco, vicaire de Jean de Luxembourg, et fut poursuivie et achevée par les Visconti lorsqu'ils lui succédèrent dans le domaine de Bergame.
En 1428, la république de Venise succède aux Visconti dans le contrôle de la ville et décide de l'expansion du système défensif de la ville qui avait été attaquée à plusieurs reprises, notamment par les Espagnols et les Français.
Les murs ont été construits par Venise à partir de 1561 et sont achevés en 1588, à une époque où la ville représentait l'extrémité ouest des dominions de la cité-État sur le continent.
La décision définitive sur le projet fut ratifiée par le Sénat vénitien en 1561 et le 31 juillet, le condottiere Sforza Pallavicino est entré dans la ville afin de commencer officiellement le chantier. Après la mort de Sforza Pallavicino en 1585, la direction des travaux passa à Giulio Savorgnan, déjà actif pour Venise à Candie et Nicosie et engagé par la suite dans la construction de la Forteresse de Palmanova.
Durant la construction, un total de huit édifices religieux auraient été démolis. Sforza Pallavicino, lui-même menacé d'excommunication pour cela, a fait protéger les ouvriers engagés dans les travaux de démolition par 550 soldats.
L'imposant effort d'organisation a apporté un développement notable à l'économie de la ville, grâce à une forte demande de main-d'œuvre et aux industries connexes que la construction a entraînées, le capitaine Venerio rapporte que 3760 sapeurs, 265 tailleurs de pierre, 146 maçons, 46 charpentiers, 80 chefs, 35 surveillants et 9 frères.

## Description

Plan des murs

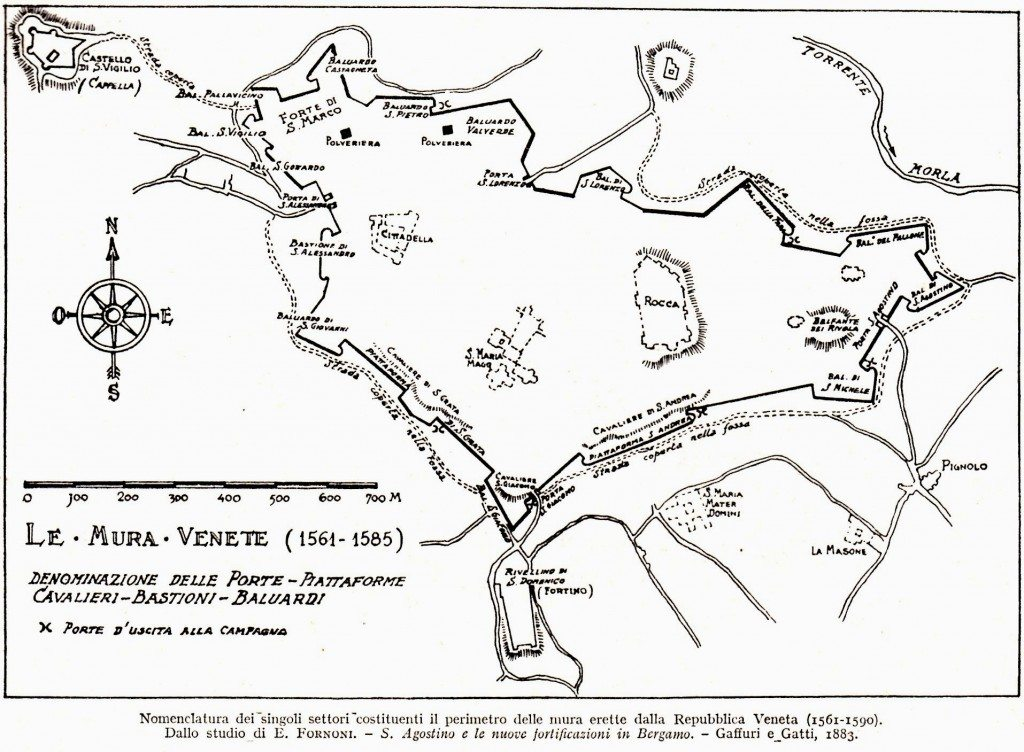
Plan des murailles vénitiennes en 1883 par Elia Fornoni

La structure, qui a subi peu de modifications au fil des ans, mesure six kilomètres et deux cents mètres de long, à l'extérieur de laquelle se trouvait ce que l'on appelle la route couverte, c'est-à-dire un chemin de ronde protégé par des murs, utilisé par les patrouilles chargées de la surveiller. À certains endroits, la hauteur des murs atteignait cinquante mètres, sous lesquels se trouvaient des fossés, non remplis d'eau.
Le plan militaire comprenait également un certain nombre de petits quartiers militaires, dont un arsenal situé dans la Rocca, où l'on réparait les armes et fabriquait la poudre à canon.
La seule partie des murailles de la ville haute à avoir été complètement démolie est l'extrémité ouest du rempart de San Pietro qui se trouvait à l'emplacement de l'actuelle rue Costantino Beltrami. À cet endroit, un tunnel a été réalisé entre 1907 et 1908 pour relier directement la ville haute au quartier de Castagneta et aux collines environnantes.

## Déclin de l'intérêt stratégique des murailles
Ces murailles n'ont pas servi à des fins militaires, dès le XVIIe siècle, une grande partie de ces espaces est allouée à des usages civils et des canonnières sont détruites. Les glacis servent rapidement des zones de cultures potagères et les portes permettent le contrôle des marchandises et le paiement de l'octroi.
Les canons et leurs bastions n'ont jamais été utilisés, à la fois en raison du développement du canon à tir parabolique, appelé bombarde, qui sonne le chant du cygne de ce type de construction, et du fait de la diminution de l'intérêt stratégique de Bergame comme frontière : conséquence du déplacement des intérêts espagnols vers les Amériques et des nouvelles luttes, plus à l'est, contre les Ottomans.
En 1797, les Français sont entrés dans la ville sans faire exploser un seul obus d'artillerie, en raison de la désintégration de la république de Venise, sanctionnée par le traité de Campoformio. Déjà à cette époque, l'appareil militaire de la structure était dans un état d'abandon.
Dans la partie basse de la ville (Città bassa), l'enceinte, dite Le Muraine, déjà existante aux XIIe et XIIIe siècles est renforcée et restructurée. Celle-ci, dorénavant l'anneau défensif le plus extérieur de la ville, était la barrière fortifiée qui isolait les quartiers de la ville de la plaine. Démolies en 1901, il ne reste d'elles que peu de traces, seulement quelques tronçons de mur, comme les meurtrières de la via del Lapacano et la tour circulaire appelée del Galgario dans la partie sud-est.
Les murailles ont créé une sorte de cristallisation de la partie vallonnée de la ville, inscrite dans le périmètre de la fortification, appelée depuis lors la ville haute (Città Alta). La zone est ainsi restée isolée de la partie basse (Città bassa), elle est demeure davantage inchangée au fil des siècles. La cohérence architecturale du bâti est ainsi restée plus forte dans la ville haute.
Les murs vénitiens n'ont jamais été utilisés à des fins militaires, et déjà dans les années 1600, la plupart des espaces étaient utilisés dans la sphère civile, avec l'abolition des remblais et la démolition de la plupart des canonnières, avec les zones situées sous l'imposante structure utilisée comme jardins potagers et jardins, tandis que les quatre portes n'étaient utilisées qu'à des fins de contrôle et de paiement de la redevance. La construction des remparts a eu un fort impact sur le plan économique car les importants capitaux investis dans ceux-ci ont agi comme un moteur pour une économie en crise de stagnation.

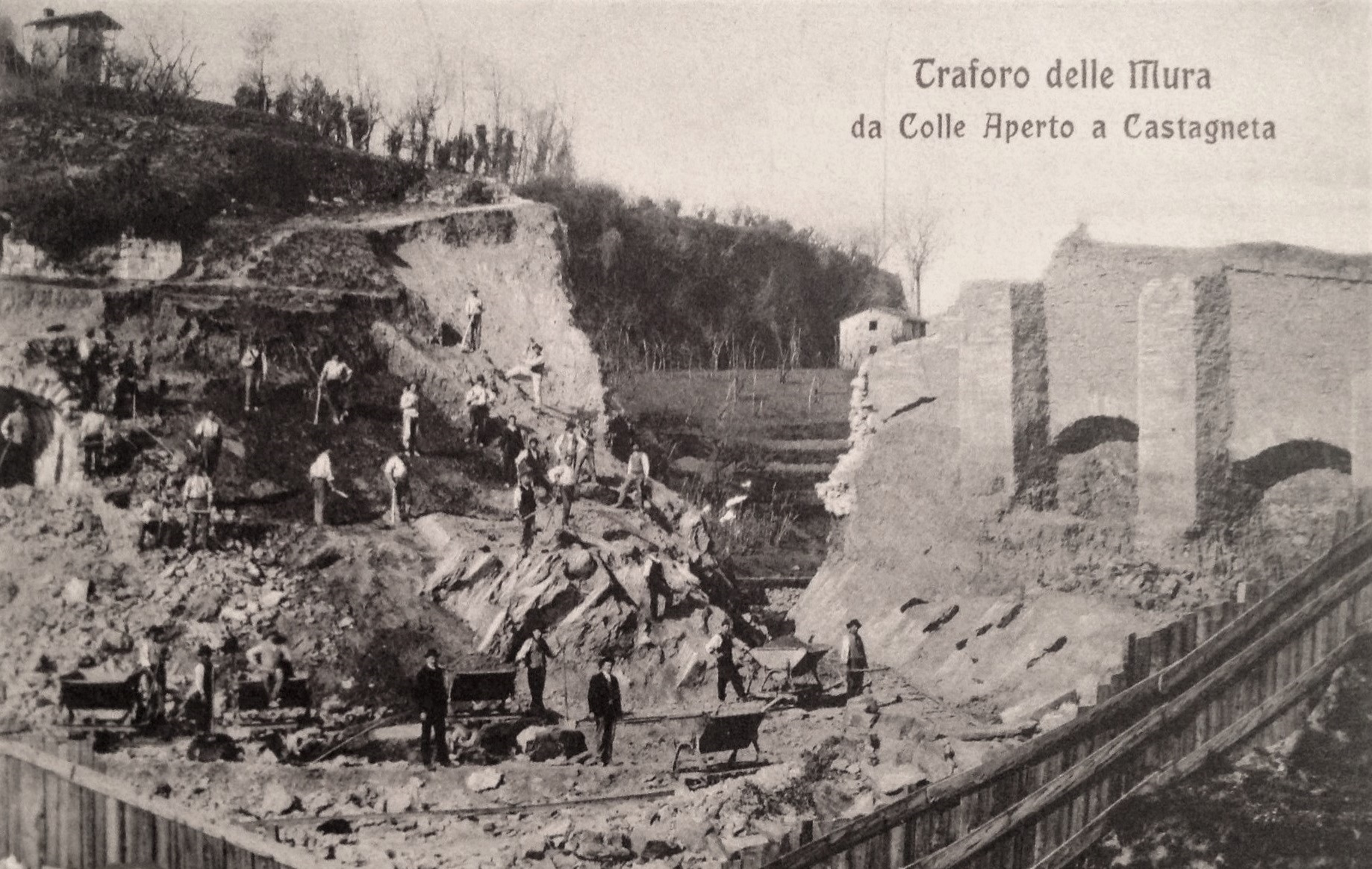
Les travaux pour la construction du tunnel dans la section du bastion de San Pietro pour relier Colle Aperto à Castagneta, 1907-1908.

## Inscription à l'Unesco
Après la période de déclin, les murs ont été au cœur d'un vaste travail de revalorisation dans un contexte de développement du tourisme.
Cela a permis de mettre en valeur au long du périmètre des remparts.
Entre 1976 et 1984, les murs vénitiens ont connu une restauration et un nettoyage d'envergure. Une opération de nettoyage des remparts a également eu lieu en 2005.
Trois des quatre portes d'entrée sont traversées quotidiennement par un grand nombre de voitures (la porte San Giacomo est, elle, réservée aux piétons), en particulier la porte Sant'Agostino qui est l'entrée principale de la Ville Haute pour le trafic motorisé.
Le 9 juillet 2017, l'inscription sur la liste des sites du patrimoine mondial de l'UNESCO a été officialisée dans le cadre d'une inscription commune avec cinq autres sites contenant des fortifications vénitiennes : Peschiera del Garda, Palmanova, Zadar (Croatie), Šibenik (Croatie) et Kotor (Monténégro).

## Galerie

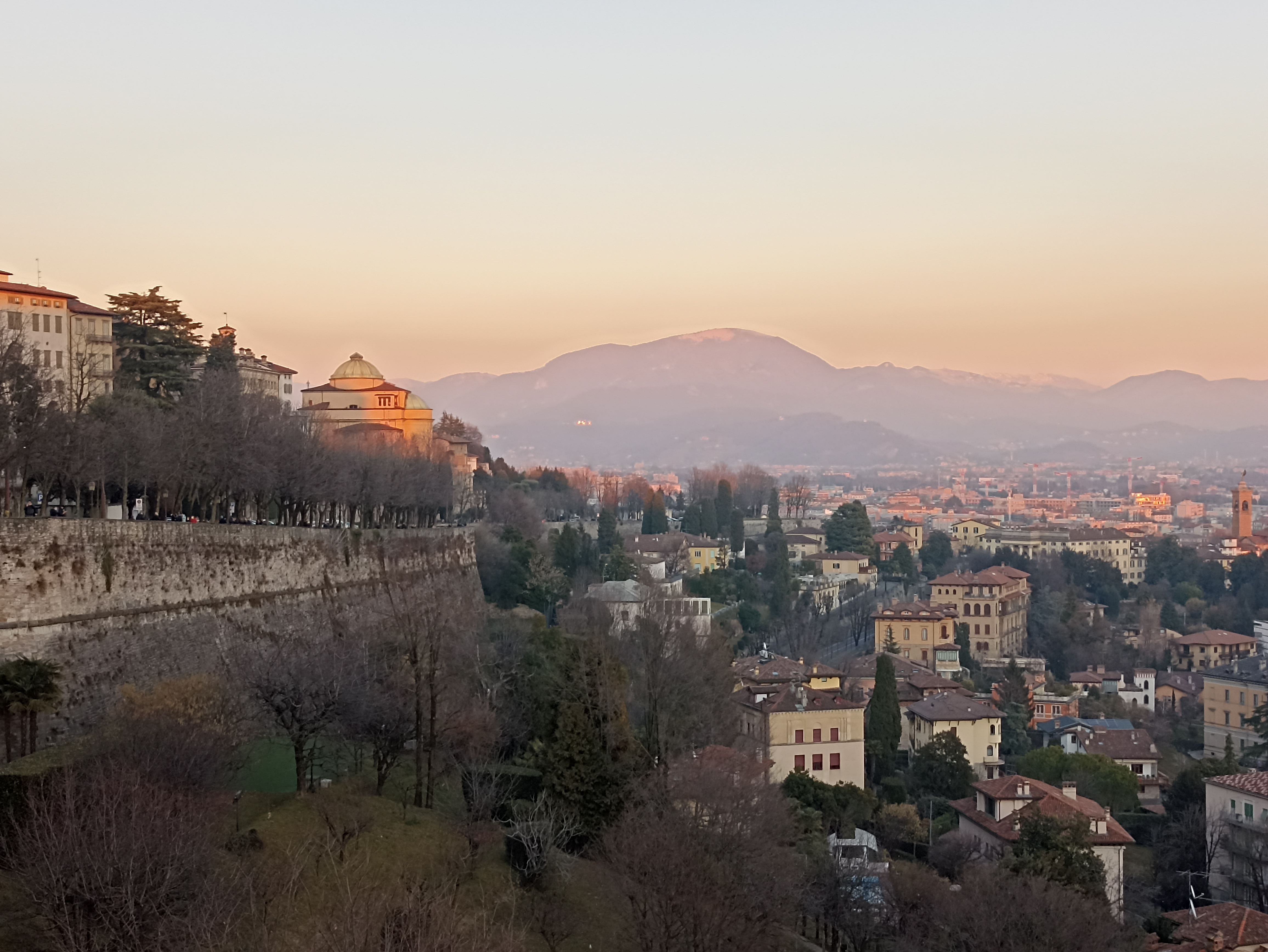
Vue depuis la porte Sant'Alessandro
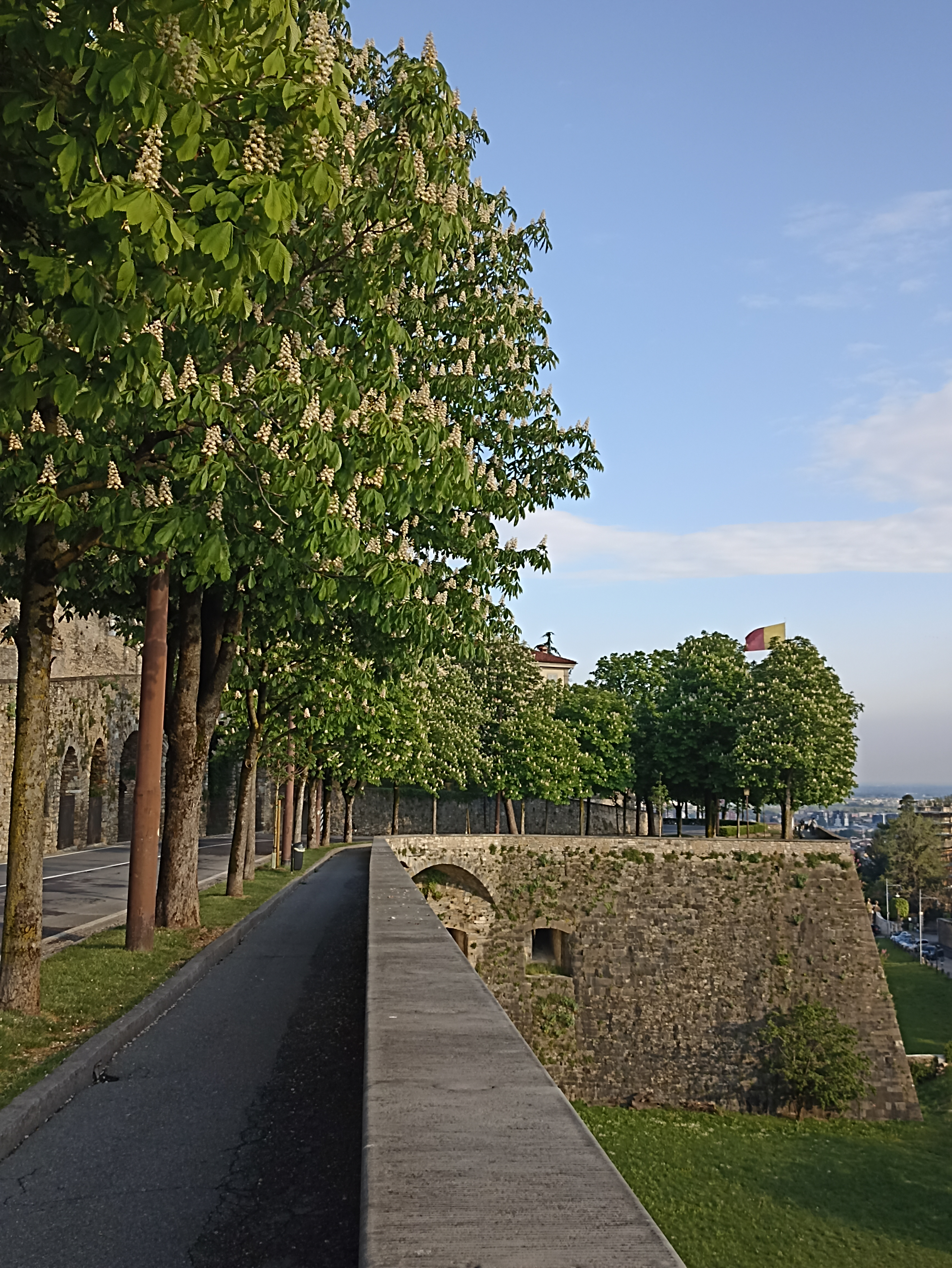
Vue depuis la Viale Delle Mura
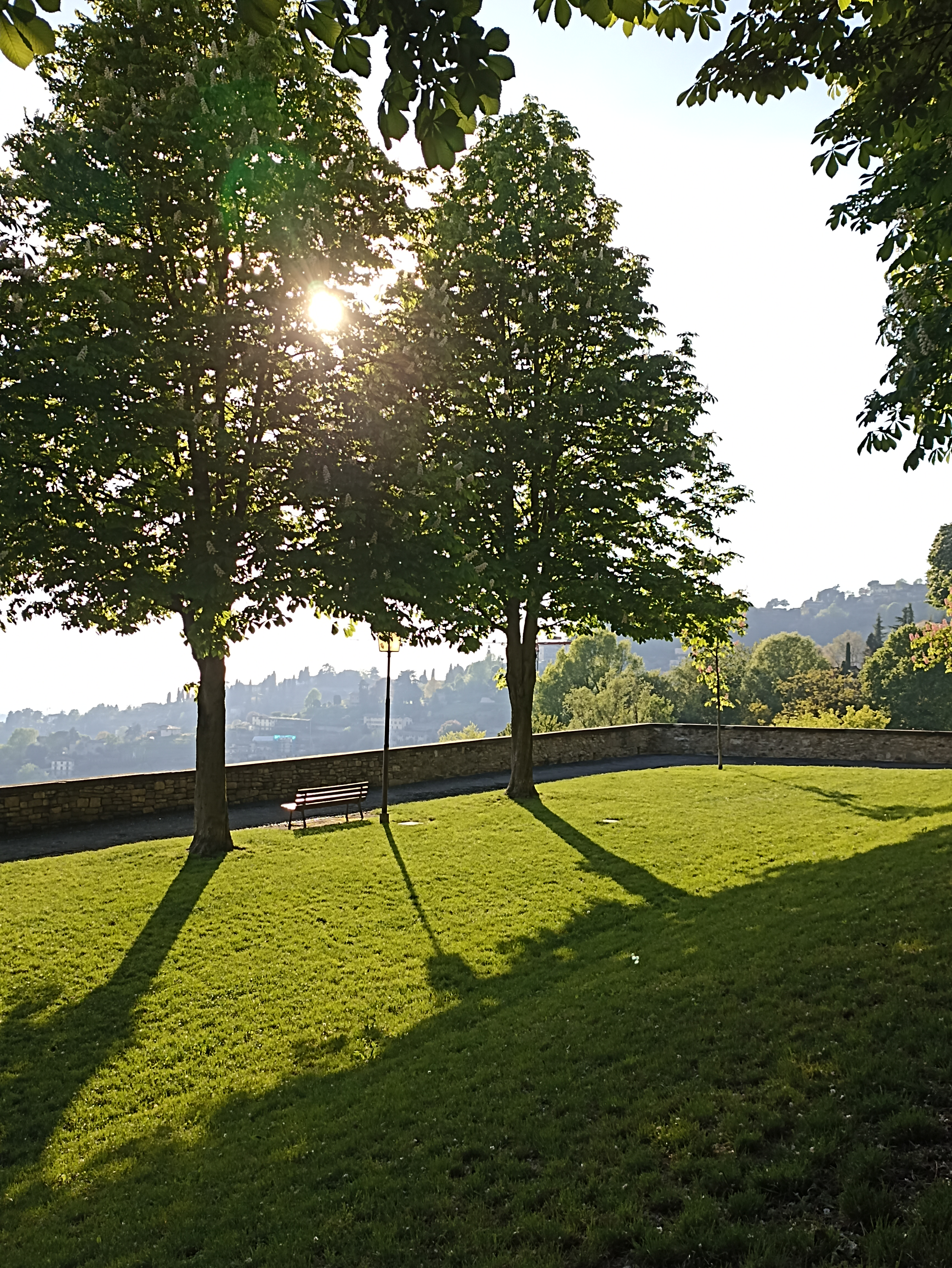
Promenade aménagée le long du périmètre des remparts
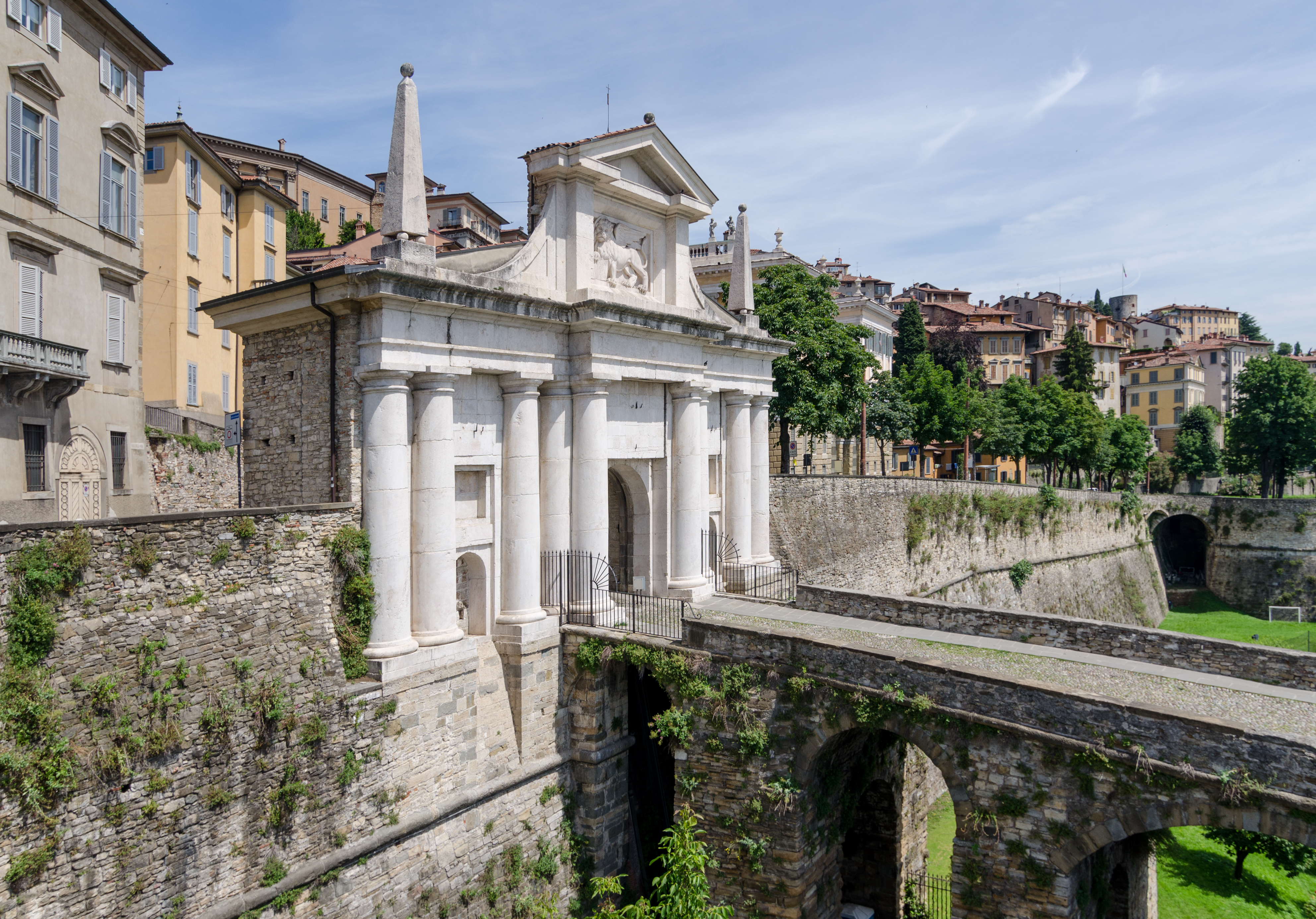
La porte San Giacomo
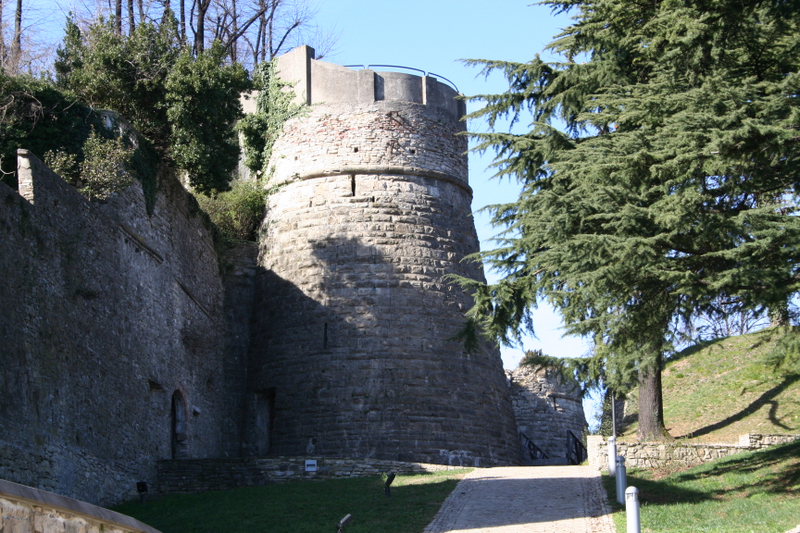
Le château San Vigilio
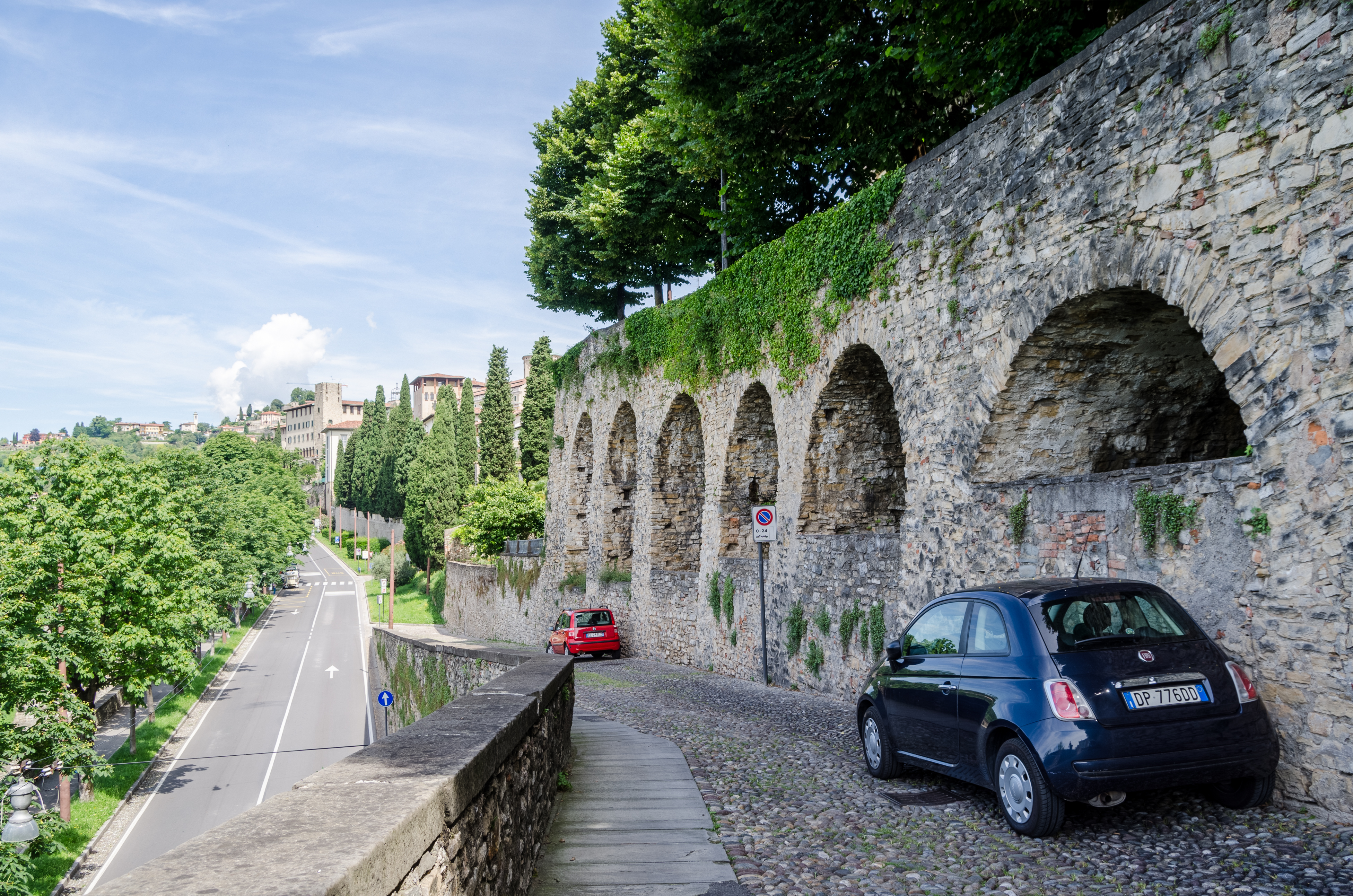
Rue Simone Mayr